# 한송
한송(韓松, 1947년 8월 19일~2024년 1월 22일)은 대한민국의 치과의사이자 대학교수이다. 1973년 서울대학교 치과대학 학사 학위를 받은 그는 이후 미국으로 건너가 코네티컷 대학교에서 치과대학 연구조교로 일하며 1986년 치의학박사 학위를 수여받았다. 1989년에 알버트 아인슈타인 의과대학에서 생화학과 조교수로 활동하다가, 1994년 강릉대학교 치과대학 교수로 임용되었고, 1997년 4월 26일 강릉대학교치과병원의 초대 원장으로 취임한다. 2003년 4월 21일부터 강릉대학교 5대 총장으로 선출되어 치과의사로는 최초로 대학교 총장 직무를 수행하고 , 원주대학과 통합을 추진하여 국립강릉원주대학교로 개편 후, 2007년 초대 총장 업무를 맡았다.
대한치과의사협회에서 2009년에 올해의 치과인에 선정했고, 2012년 8월 31일에 교육과학기술부에서 추천하여 청조근정훈장을 수여받았다.

## 약력
- 1989년 미국 알버트 아인슈타인 의과대학 생화학과 조교수
- 1994년~2012년 국립강릉원주대학교 치과대학 교수
- 1996년~2002년 국립강릉원주대학교 치과대학 학장
- 1997년~1998년 강릉대학교치과병원 원장
- 2003년~2007년 강릉대학교 총장
- 2007년~2011년 국립강릉원주대학교 총장
- 2009년~2010년 강원지역대학총장협의회 회장
- 2010년~2011년 지역중심국공립대학교총장협의회 회장
- 2010년~2011년 전국국공립대학교총장협의회 회장

## 학력
- 경기고등학교 졸업
- 서울대학교 치과대학 학부
- 코네티컷 대학교 의과대학 대학원

## 학위
- 1973년 서울대학교 치과대학 학사
- 1986년 코네티컷 대학교 의과대학 생의학 박사

## 학위 논문
- Structural and functional aspects of phosphorylation of human fibronections, 한송, Connecticut : 1986년 (Thesis(doctoral) University of Connecticut 1986)

## 같이 보기
- 국립강릉원주대학교
- 치과의사
- 지역중심국공립대학교총장협의회
- 전국국공립대학교총장협의회

## 참고 문헌
- 강릉원주치대 한송 교수 정년기념식, 덴탈포커스, 2012년 9월 13일.
- 한송 교수 강릉대 총장 당선, 한국대학신문, 2003년 2월 7일.
- 올해의 치과인상 ‘강릉원주대 한송 총장’, 건치신문, 2009년 11월 19일.

| 전임 임승달 | 제5대 강릉대학교 총장 2003년 4월 21일~2007년 4월 20일 | 국립강릉원주대학교 총장 한송 |

| 강릉대학교 총장 한송 | 제1대 국립강릉원주대학교 총장 2007년 7월 2일~2011년 7월 1일 | 후임 전방욱 |